# Alexander Arvizu
Alexander Arvizu, född vid Kadena Air Base i Japan 1958, är en amerikansk diplomat som mellan 2010 och 2014 tjänade som landets ambassadör i Albanien. 
Arvizus far kommer ursprungligen från Dolores Hidalgo i Mexiko medan modern kom från Kyoto i Japan. Han är uppvuxen i Colorado Springs. 1 juli 2010 utsåg president Barack Obama honom till landets ambassadör i Albanien. Han svors in officiellt den 10 november samma år. Han efterträddes som ambassadör 2015 av Donald Lu.